# Irenopsis tortuosa
Irenopsis tortuosa är en svampart som först beskrevs av Georg Winter, och fick sitt nu gällande namn av Frank Lincoln Stevens 1927. Irenopsis tortuosa ingår i släktet Irenopsis och familjen Meliolaceae.   Inga underarter finns listade i Catalogue of Life.